# Claire Philouze
Claire Philouze, née le 15 juillet 1998, est une gymnaste acrobatique française.
Elle remporte aux Championnats du monde de gymnastique acrobatique 2014 à Levallois-Perret la médaille de bronze en duo féminin avec Léa Roussel.